# Valerie Baber
Valerie Baber (28 de junio de 1980) es una modelo, actriz y personalidad de televisión estadounidense.
Es conocida por su trabajo en la serie de televisión Sexcetera, del canal Playboy TV. También ha actuado en dos películas, Murder-Set-Pieces y Emmanuelle the Private Collection: Emmanuelle vs. Dracula (en español, Emmanuelle la colección privada: Emmanuelle contra Dracula) en el año 2004.